# Стокс, Александер
Александер Стокс (швед. Alexander Stocks; род. 13 декабря 1979, Ашим) — шведский киноактёр.
Александер Петерссон родился 13 декабря 1979 года в пригороде Гётеборга Ашиме. После окончания Витфельдтской гимназии в Гётеборге уехал в Стокгольм учиться в театральной школе Калле Флюгаре. В 2000—2004 годах посещал также занятия в Гётеборгской театральной школе. Сниматься в кино начал с 2003 года. 
В данный момент носит девичью фамилию матери — Стокс, поскольку, по его мнению, она звучит "красивее", нежели фамилия отца.

## Фильмография
- Kärlek 2000 (2005)
- Hata Göteborg (2007)
- En spricka i kristallen (2007)
- Шальные деньги (Snabba cash, 2010)
- Hur många lingon finns det i världen? (2011)
- Odjuret (2012)
- Настоящие люди (Äkta människor, 2012) — телесериал
- Arne Dahl: De största vatten (2012) — телесериал
- Kung liljekonvalje av dungen (2013)
- Tommy (2014)